# Лисовец, Владислав Васильевич
Владисла́в Васи́льевич Лисове́ц (род. 9 августа 1972, Баку, Азербайджанская ССР) — российский стилист, опытный знаток моды, теле- и радиоведущий, предприниматель, владелец сети салонов красоты «CONTORA lisovets», основатель школы стиля «LISOschool», арт пространства и кофейни «LISObon».

## Биография
Родился и вырос в Баку (Азербайджанская ССР). Родители Влада потомственные железнодорожники. Отец — Василий Лисовец, машинист локомотива; мать — Татьяна Лисовец, химик в лаборатории при железной дороге. Есть старший брат. Обучался балетному искусству и музыке. Получил образование по специальности «парикмахер широкого профиля», а также высшее образование по специальности «психолог».
В 1994 году Лисовец переехал из Баку в Москву. Работал в телецентре «Останкино», выступил стилистом для таких групп, как «Агата Кристи», «Блестящие», также работал со стилем Аниты Цой, Жанны Фриске, Валерия Леонтьева, Ирины Понаровской, Авраама Руссо и многих других, неоднократно работал на показах мод.
Сегодня Владислав Лисовец — владелец сети салонов красоты «Парикмахерская „Контора“». В сентябре 2017 года открыл собственное пространство искусства под названием «LISObon» («LISO» — происходит от фамилии Лисовец, «bon» — от французского «хороший»), в котором представлены выставки молодых современных художников, а также систематически проходят презентации и даже съёмки целых телепроектов. Помимо представлений и аренды, «LISObon» — это ещё и модная кофейня, о вкусе кофе которой уже неоднократно писали печатные издания и ведущие интернет-издания.
Основатель собственной школы стиля «LISOschool».
С февраля 2018 года — ведущий программы «Окей, Лисовец» на радиостанции «Серебряный дождь».
С ноября 2017 ведущий показа о красоте «Мейкаперы» на телеканале «Пятница!» совместно с Региной Тодоренко. Премьера показа состоялась 28 февраля 2018 года.
В прошлом — ведущий таких телепроектов, как «Женская форма», «Неделя стиля» и «Красота Требует» на телеканале «Домашний». Член жюри телепроекта «Топ-модель по-русски» на телеканале «Муз-ТВ». Участник сезона шоу «Форт Боярд» 2012 года. В программе «Fashion Академия» на телеканале «Муз-ТВ» был приглашен в качестве специального гостя. Также был участником телеигры «Мафия» на телеканале «Муз-ТВ», где на пару с Ладой Дэнс стал победителем первого сезона.

## Фильмография
- 2010 — «Папины дочки»
- 2012 — «Твой мир»
- 2012 — «Зайцев +1»
- 2014 — «С Восьмым марта, мужчины!»
- 2017 — «Любовь прет-а-порте» / Di tutti i colori (Италия-Россия) — стилист, камео